# Constitució d'Angola
La constitució d'Angola és la llei suprema d'Angola, aprovada en la seva redacció actual per l'Assemblea Nacional el 27 de gener de 2010, modificant algunes de les normes polítiques del país.
Des de la seva independència de Portugal el 1975, Angola ha tingut tres constitucions. La primera va entrar en vigor el 1975 com una mesura "provisional"; la segona va ser aprovada en un referèndum el 1992, i el tercer va ser instituïda en 2010.
Angola va ser colònia de Portugal durant més de 400 anys, a partir del segle xv. Tres partits principals, MPLA, Front Nacional d'Alliberament d'Angola i UNITA, lluitaven per la independència. Després de molts anys de conflicte que va afeblir a totes les parts insurgents, Angola va obtenir la seva independència l'11 de novembre de 1975, després de la revolució dels clavells que va enderrocar el règim de Marcelo Caetano a Portugal. Immediatament va una lluita pel domini entre els tres moviments nacionalistes, el que resulta en una guerra civil poc després de la independència. Les dues parts van rebre suport i el recolzament d'altres països.
Les revisions constitucionals de 1976 i 1980 van establir més clarament un sistema socialista de de partit únic. En 1992 la Constitució de 1975 va ser completament reescrita per permetre una república democràtica multipartidista, en la forma d'un sistema presidencial, a partir de les eleccions multipartidistes i l'elecció directa del president.
La modificació de la Constitució en 2010 va nomenar al president d'Angola com a cap d'Estat, cap del poder executiu i comandant en cap de les forces armades d'Angola. La nova constitució va abolir l'elecció directa del president; en virtut de les seves disposicions, la persona que dirigeix la llista de candidats del partit majoritari en l'assemblea es converteix automàticament en president, i la segona persona a la llista, vicepresident. Aquesta constitució, encara en efecte, limita la presidència a dos mandats de cinc anys, però el termini per l'actual president dos Santos comença a partir de les eleccions parlamentàries de 2012, cosa que li permet romandre president fins 2022.

## Antecedents
Després de 400 anys de domini colonial, Angola va aconseguir la independència en 1975 després de la revolució dels clavells que enderrocà Marcelo Caetano.
Immediatament va esclatar la lluita pel poder entre els tres moviments nacionalistes. Els esdeveniments van provocar un èxode massiu de ciutadans portuguesos, fins a 300.000 retornados. El nou govern portuguès va intentar intervenir un acord entre els tres moviments en lluita. Al principi es van acordar els termes però l'acord fou rebutjat pocs dies més tard. Aquesta falta d'acord, el que va resultar una devastadora guerra civil que va durar diverses dècades, es va cobrar milions de vides i provocà molts refugiats abans de la seva fi en 2002.
Durant la guerra civil, el MPLA va obtenir el control de Luanda i gran part de la resta del país. FNLA i UNITA van comptar amb el suport militar dels Estats Units, Zaire i Sud-àfrica amb la intenció de prendre Luanda abans de la declaració d'independència. En resposta, Cuba va intervenir a favor del MPLA, i el país va esdevenir un punt d'inflamació de la Guerra Freda. Amb el suport de Cuba, el MPLA va declarar la seva independència a Luanda l'11 de novembre de 1975, amb Agostinho Neto convertint-se en el primer president, tot i que la guerra civil va continuar.

## Constitució de 1975
La Lei Constitucional da República Popular de Angola fou aprovada el 10 de novembre de 1975 pel comitè central del MPLA. La Constitució preveia nombroses garanties de la llibertat individual i prohibia la discriminació basada en el color, la raça, ètnia, sexe, lloc de naixement, religió, nivell d'educació, i la situació econòmica o social. La Constitució també va prometre llibertat d'expressió i reunió.
Les revisions constitucionals de 1976 i 1980 estableixen amb més claredat un estat socialista de sistema unipartidista. En la seva versió revisada, la Constitució confereix ls sobirania al poble d'Angola, garantifs a través de la representació del partit, i es compromet a posar en pràctica el "poder del poble". També ha posat èmfasi en la preeminència del Moviment Popular per a l'Alliberament d'Angola (MPLA) com s òrgan normatiu i en subordina el govern, responsable d'implementar la política del partit. El desenvolupament econòmic es basava en els models socialistes de propietat cooperativa.
Altres garanties constitucionals són la cura de la salut, l'accés a l'educació i l'assistència de l'estat a la infància, la maternitat, invalidesa i vellesa. A canvi d'aquestes garanties bàsiques, cada individu era responsable de participar en la defensa militar de la nació, votar en les eleccions oficials, servir en un càrrec públic si s'ha nomenat o elegit, es considera el treball un deure, i en general ajudar en la transformació socialista.
Malgrat el seu fort to socialista, la Constitució garanteix la protecció de la propietat privada i l'activitat empresarial privada dins dels límits establerts per l'estat. Els objectius econòmics nacionals són desenvolupar l'agricultura i la indústria, establir relacions socials justes en tots els sectors de la producció, fomentar el creixement del sector públic i les cooperatives, i implementar un sistema d'impostos directes graduat. Els objectius socials són la lluita contra l'analfabetisme, promoure el desenvolupament de l'educació i una cultura nacional, i fer complir estrictament la separació entre l'Església i l'Estat, amb relació oficial per a totes les religions.
La Constitució també esbossava la política de defensa d'Angola, que prohibeix explícitament bases militars estrangeres en sòl angolès o l'afiliació amb qualsevol organització militar estrangera. Es va institucionalitzar les Forces Armades Populars d'Alliberament d'Angola (FAPLA) com l'exèrcit de la nació i se li va assignar la responsabilitat de la defensa i la reconstrucció nacional. El servei militar obligatori s'aplica tant a homes com a dones majors de divuit anys.

## Constitució de 1992
José Eduardo dos Santos va guanyar les eleccions legislatives de 1980 i 1986 i esdevingué el primer president elegit del país. La guerra civil va continuar entre MPLA i UNITA, cadascun amb suport internacional. El 1989 s'arribà a un alto el foc amb el líder d'UNITA, Jonas Savimbi, però es va trencar poc després. Com a part dels esforços pacificadors, el MPLA va modificar la seva plataforma marxista-leninista i va canviar la seva visió política més socialista que no pas comunista. Al maig de 1991, Dos Santos i Savimbi van signar un acord per la democràcia pluripartidista a Lisboa.
En 1992 la constitució de 1975 fou reescrita totalment,i esmenada el 6 de març de 1991 i el 26 d'agost de 1992 per transformar-se en una república democràtica multipartidista en un sistema presidencialista, amb eleccions lliures pluripartidistes i elecció directa del president.

## Constitució de 2010

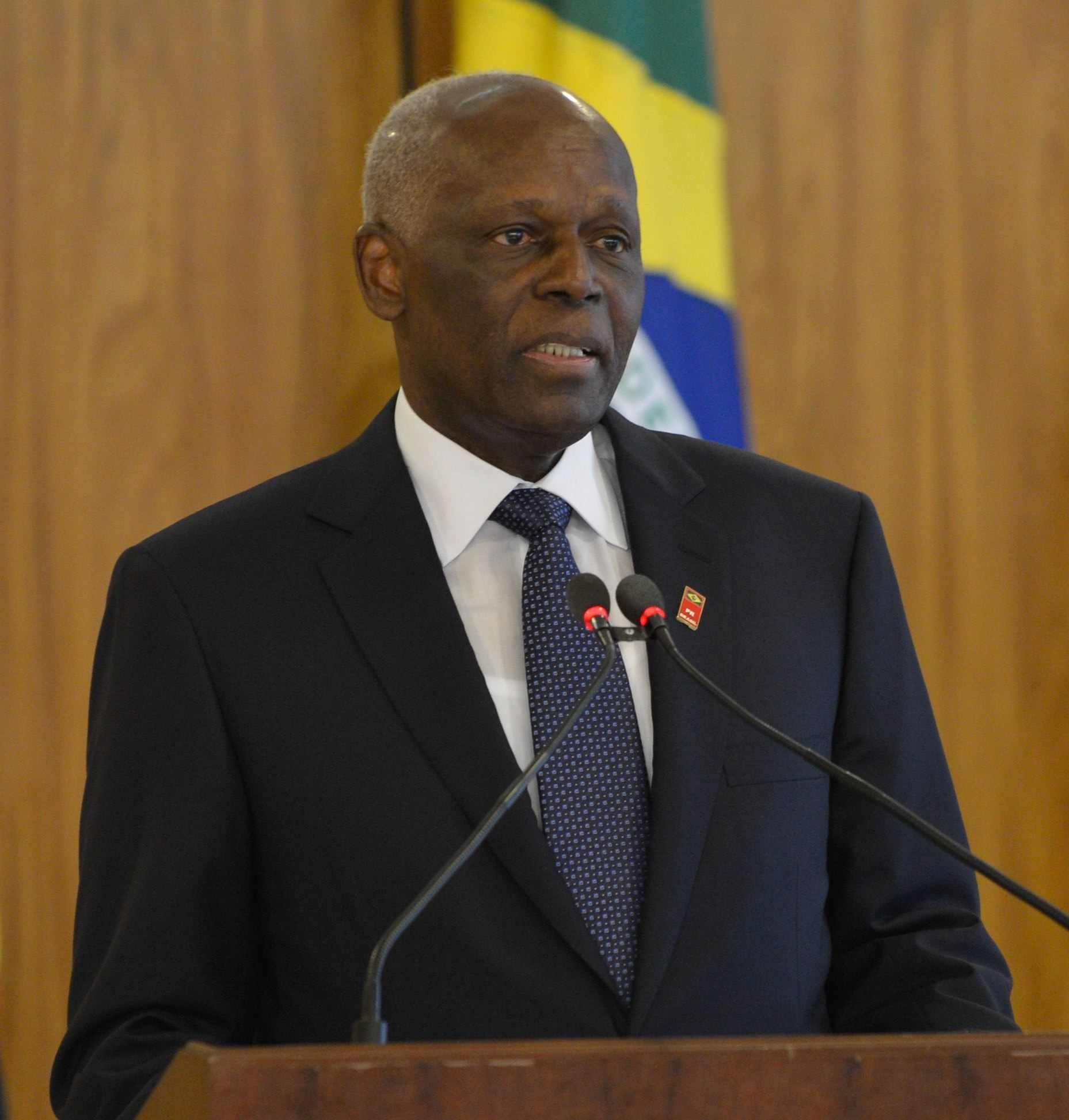
José Eduardo dos Santos guanyador de les eleccions a President d'Angola

El 21 de gener de 2010 l'Assemblea Nacional d'Angola va aprovar una nova constitució per substituir la constitució interina que havia estat en vigor des de la independència en 1975. L'Assemblea va aprovar aquesta constitució en la seva totalidat, per unanimitat. Dos diputats es van abstenir. La nova constitució va ser redactada per un comitè de 60 parlamentaris, assesssorats per 19 experts i una consulta pública, i contenia 244 articles.
La votació a l'Assemblea Nacional va ser boicotejada per l'oposició (UNITA), que va afirmar que el procés constitucional havia estat democràticament deficient i soscavat. El partit governant, MPLA, tenia una majoria del 81% en el comitè constitucional, igual que la seva majoria parlamentària. La constitució requeria l'aprovació del president José Eduardo dos Santos i de la Cort Constitucional, però les dues mesures van ser vists com a formalitats.
| «                                                                   | El MPLA diu que la constitució augmentarà la democràcia, però per l'abolició de la votació presidencial i la concentració de tot el poder en el president va a fer exactament el contrari | » |
| — Fernando Macedo, analista polític a Luanda, després de la votació | |   |

Nomena al president d'Angola com a cap d'Estat, cap del poder executiu i comandant en cap de les Forces Armades d'Angola. La nova constitució va abolir l'elecció directa del president; la persona que dirigeix la llista de candidats del partit majoritari a l'assemblea automàticament es converteix en president, i el segon a la llista, vicepresident. La constitució limita al president a dos mandats de cinc anys, però el termini de 30 anys ja servida per dos Santos no compta i sota la constitució el seu mandat començaria a partir de les eleccions parlamentàries de 2012, i permetria que romangués president fins a 2022. El càrrec de Primer Ministre ha estat abolit, i el seu rol ha estat assumit pel vicepresident. L'Assemblea menté el dret de destituir al president del seu càrrec, però aquesta acció ha de ser aprovat pel Tribunal Suprem. El vicepresident i els membres del Tribunal Suprem són nomenats pel president sota la Constitució.
La constitució clarifica els drets ambigus sobre la terra que hi ha a Angola, indicant que tota la terra és propietat de l'Estat, que pot decidir qui té dret a usar-la, ai que l'Estat només pot proporcionar drets a la terra als nacionals d'Angola o a empreses registrades a Angola.
La Constitució atorga al president la facultat de nomenar als jutges dels Rribunals Constitucional i Suprem i també per nomenar el cap del Tribunal d'auditories, que és l'organisme responsable de la revisió de la despesa pública. El document també manté l'estatut actual de la província de Cabinda, un enclavament d'Angola envoltat per la República Democràtica del Congo, com a part d'Angola. El territori de Cabinda, ric en peatroli, ha estat reclamada pel separatista Front per l'Alliberament de l'Enclavament de Cabinda (FLEC). La nova constitució manté l'actual bandera nacional (que és semblant a la bandera usada pel MPLA durant la Guerra Civil angolesa). La constitució garanteix la llibertat de religió i de premsa. La pena de mort segueix estant prohibida.

## Recepció
La nova constitució de 2010 va ser aclamada com "un dia de victòria i felicitat per al poble d'Angola" per Fernando da Piedade Dias dos Santos, llavors president de l'Assemblea Nacional, i Bornito de Sousa, qui va presidir la comissió constitucional, va dir que la carta era "un reflex de la igualtat, de bon sentit, i la representació veritable dels electors". Tanmateix, el membre d'UNITA Raul Danda va declarar que la constitució era "un frau" i que el seu partit anava de negre "perquè és com anar al cementiri per enterrar la democràcia". El líder parlamentari d'UNITA, Alda Juliana Paulo Sachiambo, també va parlar en contra de la nova constitució que diu que donava "poder executiu excessiu" a dos Santos. El cap de la Universitat Katiava Bwila, el politòleg Paulo de Carvalho, parlà contra les preocupacions d'UNITA en defensa de la Constitució. Va dir que el sistema de llistes de partit s'utilitza a les democràcies d'Europa, Àsia i Àfrica del Sud, i que el nou document conté moltes clàusules que estaven a l'antiga constitució.
El vot original sobre la constitució s'esperava pel març, però després va ser traslladat a gener. Es va especular que amb aquest retard es pretén evitar el debat públic sobre el tema mitjançant la celebració de la votació, a la vegada que Angola acollia la Copa d'Àfrica de Nacions 2010. Dos Santos havia dit que tan aviat com s'aprovés la constitució reduiria els ministeris del govern i reduiria les oportunitats perquè els funcionaris participessin en activitats corruptes. Angola ocupa actualment el 18è lloc dels països més corruptes, segons Transparència Internacional.